# منصور بن ثامر السعدون
منصور بن ثامر بن سعدون الكبير وهو ابن الشيخ ثامر بن سعدون الشبيبي أمير قبيلة المنتفق وأخوه الشيخ حمود بن ثامر السعدون الذي حكم المنتفق حكمًا متفرقًا في الفترة من (1797 – 1826). وأخواله من فخذ الأشراف وهم زعماء بني خالد أمراء الإحساء. ولايعرف الكثير عنه سوى أن عندما توجه سعود بن عبد العزيز سنة 1218هـ/1803م نحو البصرة وبعد هدمه قصر الدريهمية وقتل من كان فيه، واجه كتيبة خيل للمنتفق خارجة من البصرة بقيادة أميرهم منصور بن ثامر السعدون، كانت قد بلغها أن ابن سعود قفل راجعًا إلى الدرعية، فالتقى الجمعان حتى تمكن رجال سعود من قتل بعض رجال منصور، وأخذوا منصور أسيرًا إلى الدرعية، وقد أقام منصور عند سعود نحو أربعة سنين، حيث ساهم معه في غزواته، وخلال إقامته في نجد قاد غزوة لصالح الوهابيين على قبيلة الظفير سنة 1221هـ/1806م قتل فيها دوخي بن حلاف وراشد بن فهد بن عبد الله آل السويط وهما من امراء الظفير، ثم بعدها أذن له سعود بن عبد العزيز بالرجوع إلى أهله بعد أربع سنوات.